# Rohstoffindex
Ein Rohstoffindex ist ein Börsenindex in einem Rohstoffmarkt, also eine Kennzahl, die Preisänderungen am Rohstoffmarkt oder einzelnen Segmenten des Rohstoffmarktes angibt.

## Konzept
Die Kennzahl zeichnet die Preisentwicklung ausgewählter Rohstoffe in einem hypothetischen Portfolio nach und soll die Entwicklung auf diesem Teilmarkt des weltweiten Finanzgeschehens repräsentativ dokumentieren. Ausgangspunkt für die Berechnung eines Rohstoffindex ist ein festgelegter Basiszeitraum. Die Änderungen der Kennzahl im Zeitablauf spiegeln die Wertentwicklung (Performance) des Portfolios wider. Verschiedene Indizes unterscheiden sich bei der Gewichtung der Rohstoffen, den Rollover-Strategien und den Regeln für die Veränderung der Indexzusammensetzung. Rohstoffindizes können die Basis für Derivate bilden.
Die Bestandteile in einem Rohstoffindex lassen sich grob in folgende Kategorien einteilen:
- Energierohstoffe
  - Fossile Brennstoffe
  - Kraftstoffe
- Metalle
  - Industriemetalle
  - Edelmetalle
- Landwirtschaft
  - Agrarrohstoffe
  - Viehwirtschaft

## Versionen

### Spot Return Index
Der Spot Return Index zeigt immer den aktuellen Rohstoffpreis in seinem am nächsten liegenden Liefermonat an. Bei Verfall wird die Berechnung auf den nächsten Terminkontrakt umgestellt, wobei die Preisdifferenz zwischen den beiden Kontrakten nicht in Betracht gezogen wird. Contango und Backwardation finden also bei der Berechnung des Index keine Berücksichtigung.

### Excess Return Index
Der Excess Return Index rollt den Rohstoff aus dem aktuellen Liefermonat kontinuierlich in den nächsten Liefermonat. Contango und Backwardation fließen also im Gegensatz zum Spot Return Index in die Berechnung des Index ein. Die Zinseinnahmen in diesem Index bleiben unberücksichtigt. Der Excess Return Index ähnelt einem Kursindex.

### Total Return Index
Auch der Total Return Index rollt den Rohstoff aus dem aktuellen Liefermonat kontinuierlich in den nächsten Liefermonat. Contango und Backwardation fließen ebenfalls in die Berechnung des Index ein. Im Gegensatz zum Excess Return Index enthält der Total Return Index zusätzlich Zinserträge und ähnelt daher eher einem Performanceindex. Beim Kauf eines Rohstoff-Futures muss nicht der vollständige Wert des Kontraktes an der Terminbörse hinterlegt werden, sondern nur ein kleiner Teil, die sogenannte Margin. Dies gilt auch für die Betreiber von Rohstoffindizes, die das restliche Kapital in kurzlaufende US-Staatsanleihen anlegen. Die daraus resultierenden Zinseinnahmen fließen in die Berechnung des Total Return Index.

## Inflationsindikator

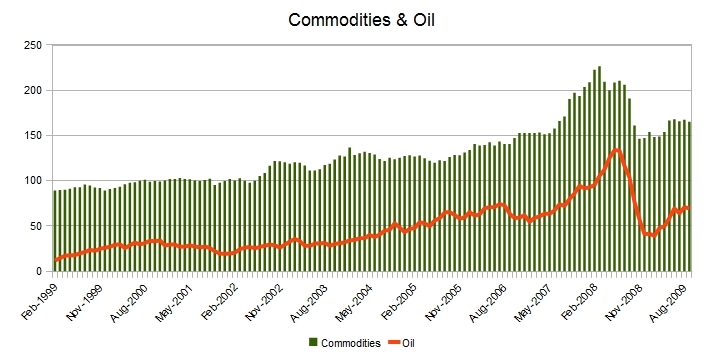
RBA Commodity Index der Reserve Bank of Australia und Ölpreis 1999–2009

Ein Rohstoffindex gilt als ein Indikator für die zukünftige Entwicklung der Inflation oder die Kostenentwicklung in der Industrie. Er ist bei einer Trendwende am Rohstoffmarkt ein guter Frühindikator für den Rentenmarkt, da Rohstoffe in ihrer Tendenz gegenüber den Anleihen in der Regel einen Vorlauf von drei bis sechs Monaten besitzen. Zwischen den Zinsen der Anleihen und den Rohstoffpreisen besteht auch zeitlich eine enge Verbindung.
Zusammenhänge von Rohstoffindizes mit dem geometrisch gewichteten U.S. Dollar Index und dem handelsgewichteten Trade Weighted US Dollar Index sind erkennbar. Ein fallender US-Dollar ist gleichzusetzen mit inflationären Tendenzen und tendenziell steigenden Rohstoffpreisen. Dies gilt insbesondere für die Agrarrohstoffe und den Ölpreis.
Für Europäer ist es genau umgekehrt. Ein starker US-Dollar führt zu einem schwachen Euro (siehe Euro Effective Exchange Rate Index). Bezogen auf die Verknüpfungen zwischen den Märkten bedeutet das einen Gleichlauf von Rohstoffpreisen und Euro. Zahlreiche Währungen sind relativ stark von der Entwicklung der Rohstoffpreise abhängig. So besitzt beispielsweise der kanadische Dollar eine enge Korrelation zu Rohstoffindizes. Die Währung steigt tendenziell zusammen mit dem Index.
Ein Zusammenhang besteht von Frachtraten mit Rohstoffpreisen und der Nachfrage nach Metallen, Treibstoffen und Nahrungsmitteln. Zwischen der Entwicklung von Rohstoffindizes und dem Baltic Dry Index (BDI) besteht ein gewisser Gleichlauf. Der BDI wird von der Baltic Exchange in London veröffentlicht und ist ein wichtiger Preisindex für das weltweite Verschiffen von Hauptfrachtgütern (hauptsächlich Kohle, Eisenerz und Getreide) auf Standardrouten.

## Indizes

### Rohstoffindizes

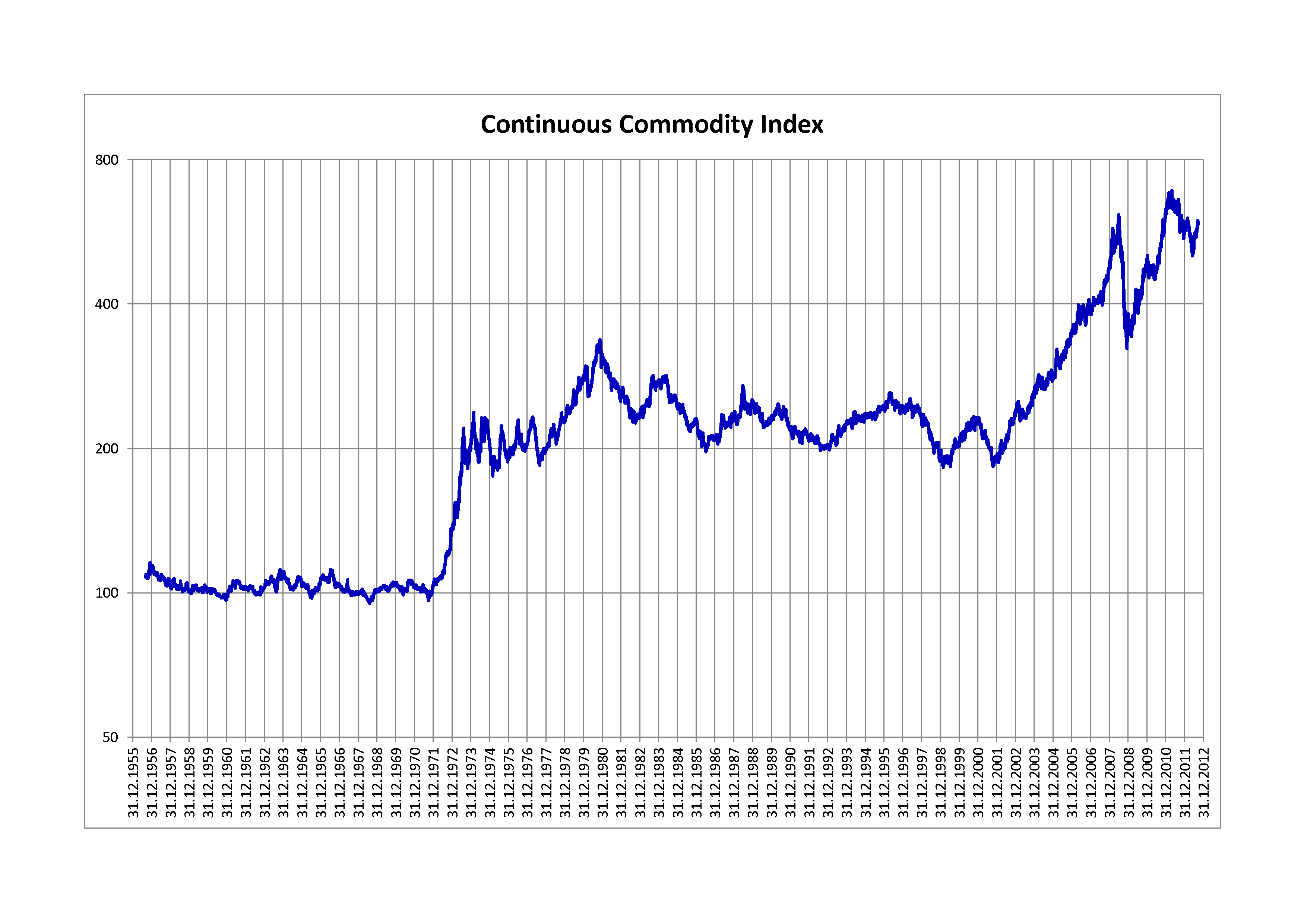
Continuous Commodity Index 1956–2012

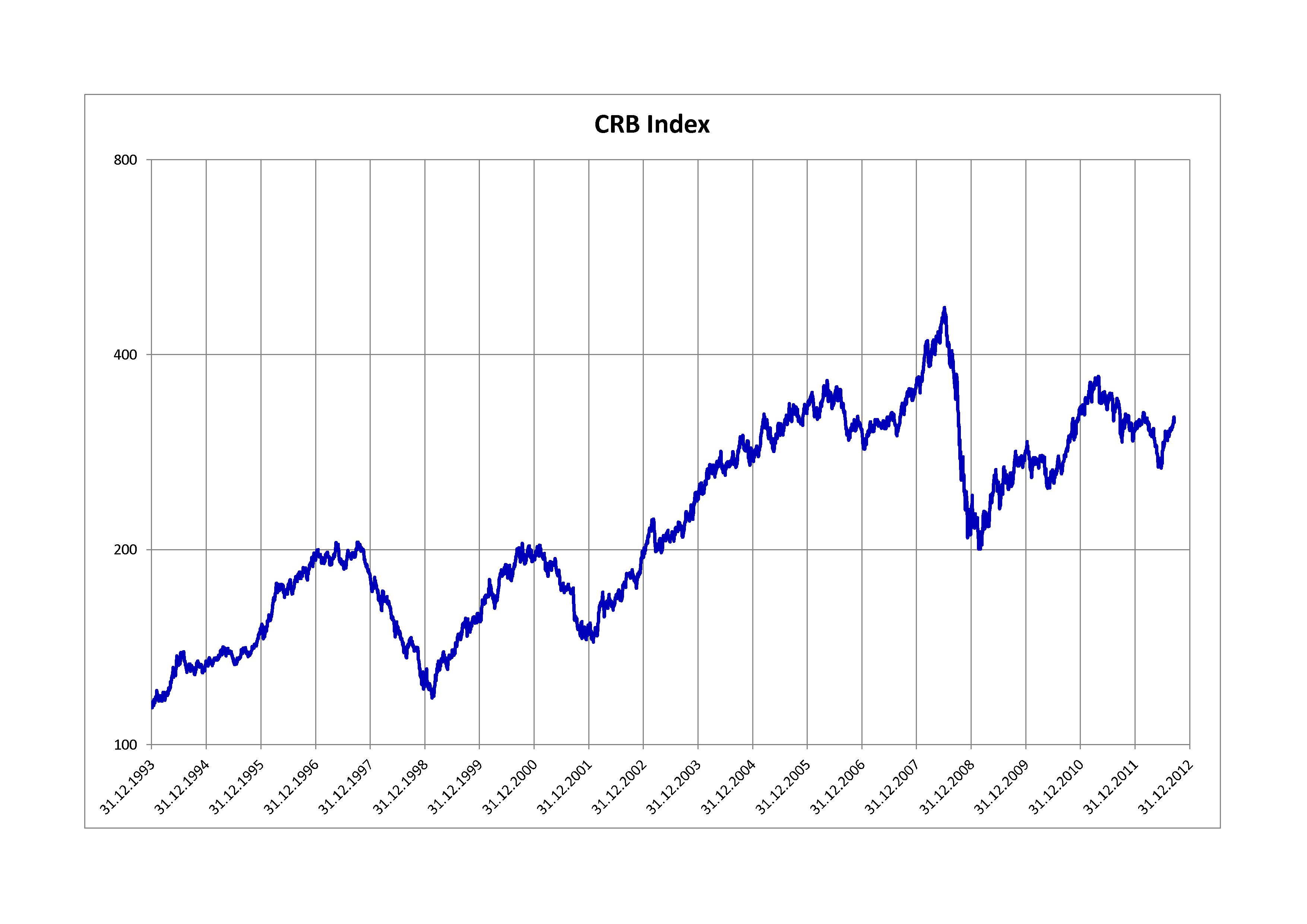
Thomson Reuters/Jefferies CRB Index 1993–2012

Der älteste regelmäßig veröffentlichte Rohstoffindex ist der Commodity Price Index der Zeitschrift The Economist. Er wurde 1864 erstmals veröffentlicht und bis 1845 zurückgerechnet. Der ursprüngliche Basiswert waren 100 Punkte und der Basiszeitraum 1845 bis 1850. Seit einer Revision von 2005 enthält der Index 25 Rohstoffe aus den Sektoren Nahrungsmittel (56,4 Prozent) und Industrierohstoffe (43,6 Prozent). Erdöl und Edelmetalle sind nicht enthalten.
Bekannter, allerdings stark Energie-lastig ist der Index von S&P GSCI (früher Goldman Sachs Commodity Index), der 1991 ins Leben gerufen und 2007 von Standard & Poor’s übernommen wurde. Er enthält 24 Rohstoffe in einer Gewichtung, die jährlich entsprechend ihrer weltweiten Produktionsmenge angepasst wird: 63 % Energie (Öl und Gas), 16 % Agrarprodukte (Weizen, Mais, Sojabohnen, Kaffee, Zucker, Kakao, Baumwolle), 9 % Industriemetalle (Aluminium, Kupfer, Blei, Nickel, Zink), 8 % Vieh und 4 % Edelmetalle (Gold und Silber).
Weniger Öl-lastig ist der CRB-Index von Thomson Reuters, der erstmals 1957 vom Commodity Research Bureau (CRB) in den USA berechnet wurde. Aktuell misst er die Preisentwicklung von 19 Rohstoffen mit einer Gewichtung, die für einzelne Rohstoffgruppen gedeckelt ist: 39 % Energie (Öl, Gas), 34 % Landwirtschaftsprodukte (Weizen, Mais, Sojabohnen, Kaffee, Zucker, Kakao, Baumwolle, Orangensaft), 20 % Metalle (Gold, Silber, Aluminium, Kupfer) und 7 % Vieh. Die Berechnung wurde 2005 so grundlegend überarbeitet, dass der heutige Index nicht mit dem historischen CRB-Index vergleichbar ist. Der ursprüngliche CRB-Index läuft seitdem unter dem Namen Continuous Commodity Index („Old CRB Index“) weiter.
Weitere Rohstoffindizes sind der Bloomberg Commodity Index (früher Dow Jones) und der Rogers International Commodity Index (RICI). Ein Nahrungsmittel-Preisindex der Ernährungs- und Landwirtschaftsorganisation (FAO) der Vereinten Nationen ist der FAO Food Price Index (FFPI). Er erfasst die Entwicklung der Weltmarktpreise von verschiedenen Agrarrohstoffen und Nahrungsmitteln.
Die folgende Tabelle gibt einen Überblick über die bekanntesten Rohstoffindizes.
| Name                                 | Kürzel   | Einführung | Historische Daten seit | Anzahl Rohstoffe (2010) | Veränderung in % (2000–2010) |
| ------------------------------------ | -------- | ---------- | ---------------------- | ----------------------- | ---------------------------- |
| Bloomberg Commodity Index            | BCOM     | 1998       | 1991                   | 19                      | 41,7                         |
| Continuous Commodity Index           | CCI      | 1957       | 1956                   | 17                      | 176,3                        |
| CRB-Index                            | CRB      | 2005       | 1994                   | 19                      | 69,9                         |
| Rogers International Commodity Index | RICI     | 1998       | 1998                   | 38                      | 141,3                        |
| S&P GSCI                             | S&P GSCI | 1991       | 1970                   | 24                      | 155,9                        |

### Rohstoffaktienindizes
Im Gegensatz zu Rohstoffindizes spiegeln Rohstoffaktienindizes nicht die Wertentwicklung der Rohstoffe, sondern die der Aktiengesellschaften wider. Beispiele sind der NYSE Arca Gold BUGS Index (HUI), ein Aktienindex von internationalen Goldproduzenten und hauptsächlich Gold fördernden Bergbauunternehmen, und der Philadelphia Gold and Silver Index (XAU), in dem internationale Gold- und Silberproduzenten gelistet sind.
Der XAU repräsentiert ein Portfolio von gehedgten und ungehedgten Bergbauunternehmen, deren Förderung sowohl ohne als auch mit Vorwärtsverkäufen abgesichert wird. Dies ist ein wesentlicher Unterschied zum HUI, welcher ausschließlich Aktien von Goldproduzenten beinhaltet, die keine Vorwärtsverkäufe tätigen.